# Nina Steils
Nina Steils (* 1992 in Traunstein) ist eine deutsche Schauspielerin, die sowohl auf der Bühne als auch für Fernsehen und Film tätig ist.

## Leben und Ausbildung
Nina Steils wuchs in Bergen, Oberbayern, auf. Bereits in jungen Jahren zeigte sie Interesse an darstellenden Künsten. Mit 15 Jahren besuchte sie die Berufsfachschule für Musical AMA in München, wo sie erste Erfahrungen in der Theaterproduktion Grand Hotel am Gärtnerplatz Theater München sammelte
.Im Jahr 2013 begann sie ihr Schauspielstudium am Thomas Bernhard Institut der Universität Mozarteum Salzburg. Während ihres Studiums spielte sie an renommierten Bühnen wie dem Landestheater Salzburg, dem Residenztheater München, dem Schauspielhaus Düsseldorf und dem Theater Erlangen

## Karriere
Nach ihrem Studienabschluss im Jahr 2017 war Nina Steils bis 2024 festes Ensemblemitglied am Münchner Volkstheater. Dort arbeitete sie unter anderem mit der Regisseurin Claudia Bossard zusammen.
Seit der Spielzeit 2024/2025 gehört sie zum Ensemble des Schauspielhauses Bochum.
Neben ihrer Theaterarbeit ist Nina Steils auch im Film und Fernsehen aktiv. Sie spielte in Serien wie Die Rosenheim-Cops, Watzmann ermittelt, Um Himmels Willen und Die Glücksspieler. Zu ihren Filmprojekten gehören unter anderem Etwas das bleibt und Das Mädchen von früher.

## Theater (Auswahl)

### Volkstheater München
- 2019: Alles weitere kennen Sie aus dem Kino (als Mädchen). Von Martin Crimp nach "Die Phönikerinnen" von Euripides. Inszenierung: Mirja Biel
- 2020: Herkunft (div. Rollen). Nach dem Roman von Saša Stanišić. Inszenierung: Felix Hafner
- 2020: Das hässliche Universum (als Frida Kahlo-Geisha u. a.). Von Laura Naumann. Inszenierung: Sapir Heller
- 2022: Ernst ist das Leben – Bunbury (als Cecily Cardew). Nach Oscar Wilde. Inszenierung: Philipp Arnold
- 2022: Die verlorene Ehre der Katharina Blum (als Katharina Blum). Nach dem Roman von Heinrich Böll. Inszenierung: Philipp Arnold
- 2022: Johanna von Orleans (als Johanna d'Arc). Nach Die Jungfrau von Orleans von Friedrich Schiller. Inszenierung: Nikolas Darnstädt
- 2022: Hildensaga. Ein Königinnendrama (als Kriemhild). Von Ferdinand Schmalz. Inszenierung: Christina Tscharyiski
- 2023: Bilder von uns (als Sandra). Von Thomas Melle. Inszenierung: Christian Stückl
- 2023: Das große Heft (als Zwillinge, Deserteur, Magd). Von Ágota Kristóf. Inszenierung: Ran Chai Bar-zvi
- 2023: Fabian oder Der Gang vor die Hunde (als Irene Moll). Nach Erich Kästner – Mit neuen Texten von Arna Aley, Viktor Martinowitsch und Maryna Smilianets. Inszenierung: Philipp Arnold
- 2024: Der Zauberberg (als Dr. Krokowski). Nach dem Roman von  Thomas Mann. Inszenierung: Claudia Bossard
- 2024: Der Besuch der alten Dame – Auftritt der Enkelin (als Claire Zachanassian). Nach Friedrich Dürrenmatt. Inszenierung: Sapir Heller

### Schauspielhaus Bochum
- 2024: Trauer ist das Ding mit Federn. Nach dem gleichnamigen Roman von Max Porter. Inszenierung: Christopher Rüping
- 2024: Nils Holgersson (als Smirre, der Fuchs). Nach Selma Lagerlöf. Inszenierung: Nils Zapfe
- 2025: Sturmhöhe (als Catherine/s). Nach dem Roman von Emily Brontë. Inszenierung: Claudia Bossard